# Angol szetter
Az angol szetter fehér alapon fekete és/vagy narancsszínű pettyekkel tarkázott, hullámos, hosszú szőrű, közepes méretű, elegáns megjelenésű, intelligens kutyafajta. Kiváló vadászkutya, elsősorban apróvad vadászatokon jeleskedik. Manapság elsősorban családi kedvencként, hobbikutyaként találkozhatunk velük. 

## Eredete
Az angol szetter az egyik legrégebbi vadászkutyafajta, amelynek története a 14. századig nyúlik vissza. A fajta kialakulása több száz évet ölelt fel, ősei a spánielek voltak, melyeket eredetileg "setting spaniel"-nek hívták és madarak keresésére, jelzésére (miközben a kutya mozdulatlan helyzetben maradt) használták. Mocsaras területeken dolgoztatták őket, szabadon mozogva a vadász előtt, átfésülték a területet és madarakat kerestek. Amikor megtalálták, lelapultak, mozdulatlanul a madarakra fókuszálva, gyakran felemelve a mancsukat, így jelezték a keresett vad pozícióját. A vadászok ezután közeledtek és hálókat helyeztek el, hogy egy adott parancsra a kutyák felkeljenek, és a madarakat a hálókba hajtsák. A háló használata a 18. század végéig folytatódott, amikor a lőfegyver használata felváltotta a hálót. Ezt követően kezdték el a "setting spaniel" kifejezés helyett a szetter elnevezést használni. Az eredeti szetterek nemesi családok tulajdonában voltak, akik kiemelkedő képességeik miatt vadászatokon alkalmazták őket. Nincs bizonyíték arra, hogy ezek a kutyák honnan származnak, de nagyon valószínű, hogy néhányat a kontinensről (Európából/Ázsiából) hoztak vissza az akkori háborúk után. A szetterek csak a 19. században váltak szét a ma ismert fajtákra, bár léteztek különböző elismert szetterállományok, amelyeket az őket tartó arisztokrata családokról neveztek el.

##### Laverack Setters
A modern angol szetter megjelenését Edward Laveracknak (1800-1877) köszönhetjük, aki a 19. században, következetes tenyésztési koncepcióval, szelektív vonaltenyésztéssel járult hozzá a fajta fejlesztéséhez. 1825-ben vásárolta meg első két szetterét, mindkettő blue belton színű volt és ugyanazon 35 éves tenyésztői múltra visszatekintő birtok állományából származott. Az angol szetter modern show-típusát gyakran Laverack-típusnak nevezik. Laverack volt a szerzője az 1872-ben megjelent The Setter című könyvnek. Ezt tekintették a fajta meghatározó könyvének, és ez volt az alapja az angol szetter fajta standard megalkotásának.

##### Llewellin Setters
Richard Purcell Llewellin (1840-1925) Laverack állományára alapozta tenyészetét, gordon szetterek, vörös és fehér írszetterek és a mára kihalt walesi vagy Llanidloes Setter segítségével bővítve a génállományt, a számára ideálisnak tekintett munkatulajdonságra összepontosítva.  A modern munkaszettereket gyakran Llewellin-típusnak is nevezték.
Ettől a két tenyésztőtől származtatható a jelenleg ismert angol szetter állomány.

## Jellemzői

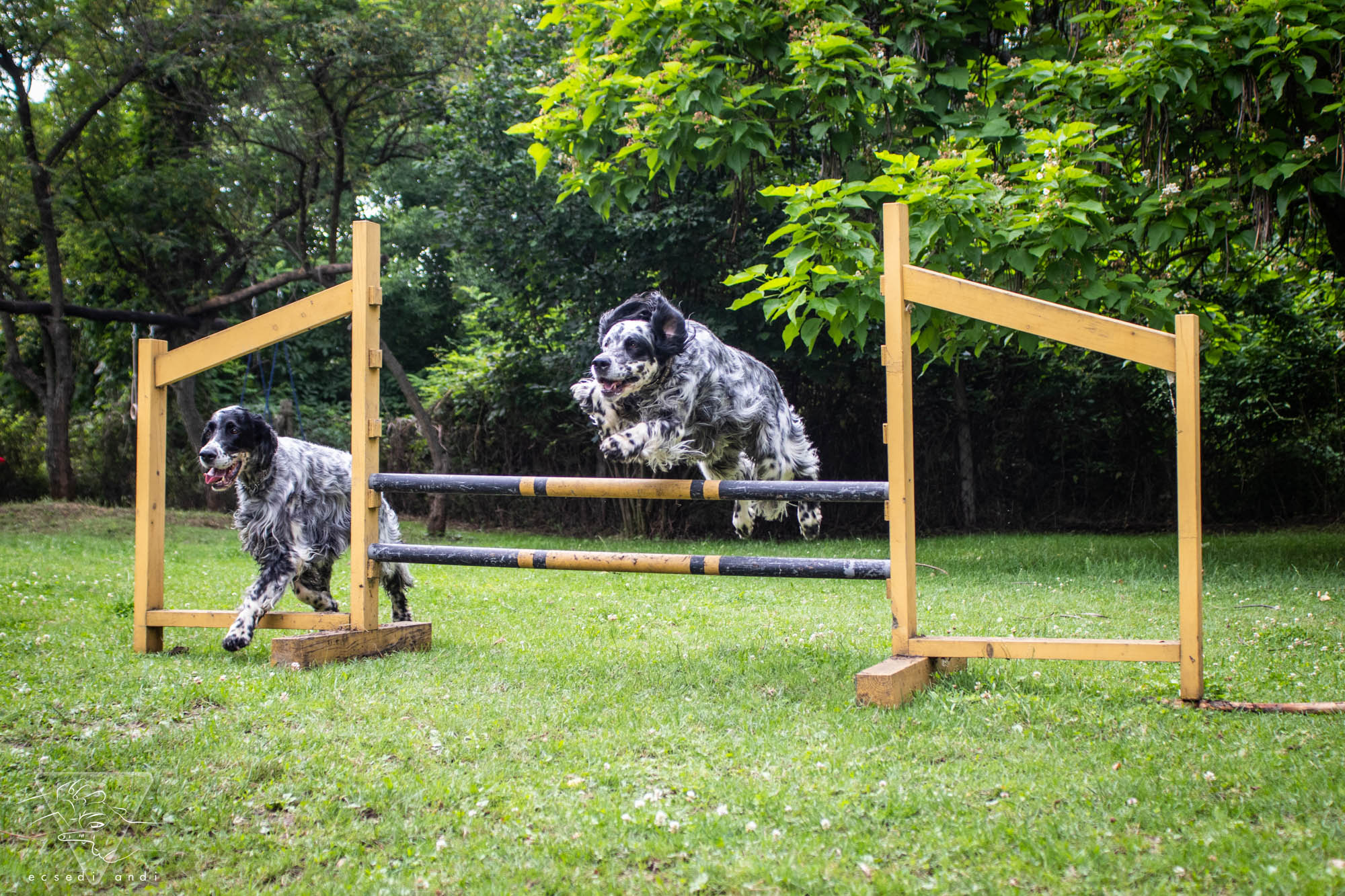
angol szetter - agility training

Rendkívül barátságos és jóindulatú, aktív, erős játékösztönnel. Mielőtt angol szetter vásárlása mellett döntene, erősen javasolt, hogy megismerje a fajta jellemzőit és temperamentumát, annak megítélésére, hogy ez a fajta megfelelő-e, összeegyeztethető-e az Ön és családja életmódjával. Tisztában kell lennie azzal is, hogy milyen elkötelezettséget vállal az angol szetter tanítása, képzése, a megfelelő mozgás biztosítása, a kozmetikázás, szőrzetápolás és a szükséges egészségügyi ellátás biztosítása kapcsán.

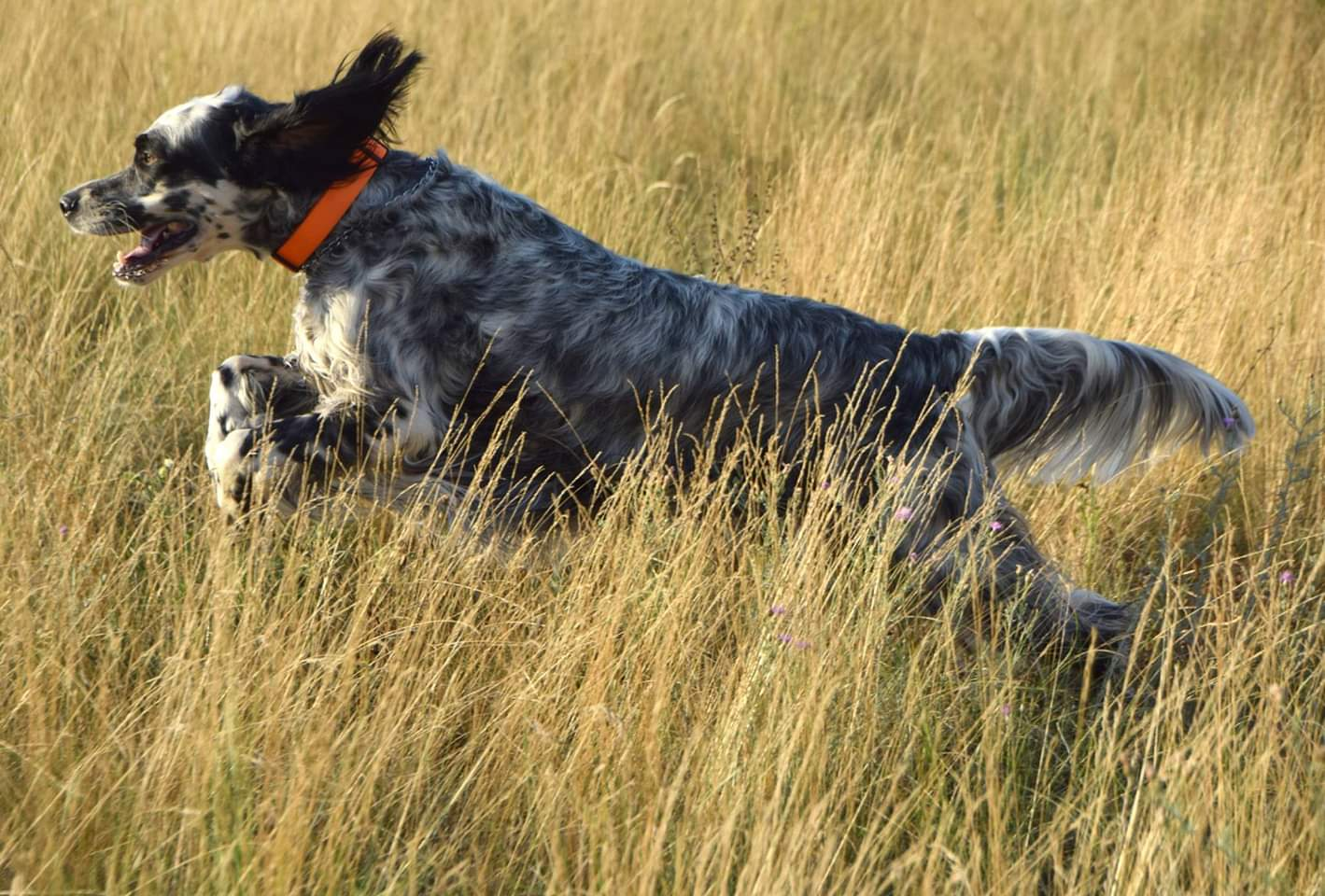
angol szetter a mezőn

Értelmes, tanulékony, alapvetően szófogadó, de abból adódóan, hogy önálló munkavégzésre és döntéshozatalra tenyésztett fajta, meglehetősen öntörvényű. Későn érő típus, kölyökkortól elkezdett következetes tanítása, képzése a zökkenőmentes együttélés biztosítása érdekében alapvető. 

## Megjelenés
Az angol szetter elegáns megjelenésű és mozgású, barátságos természetű, kedves tekintetű, közepes méretű, hosszú, hullámos szőrzetű vadászkutya.
Leggyakoribb színváltozatai:
- blue belton (fehér alapon fekete pettyezettség)
- orange belton (fehér alapon narancs-barna pettyezettség)
- blue belton and tan (fehér alapon fekete pettyezettség cservörös foltokkal)
- liver belton (fehér alapon májbarna pettyezettség)
- lemon belton (fehér alapon világos sárgás-barna pettyezettség)

Az eltérő fajtastandard-ek, illetve az alkalmazott standartól funkcionalitás szempontjából engedélyezett eltérések (pl.: Francia Kennel Club ) és alkalmazási területek alapján, az angol szetter külső megjelenésében (méret, anatómia, fejforma, tekintet stb.) eltéréseket tapasztalhatunk.
Angol szetter fajta standard-ek:
- Anglia
- Amerika
- Ausztrália
- Fédération Cynologique Internationale FCI
- Franciaország

## Várható élettartam
Az angol szetter várható élettartama 10-14 év.
Az élettartamot és életminőséget erősen befolyásolják a genetikai adottságok, az életkornak megfelelő táplálás és gondozás.

## Méretei
Marmagasság: kan 65–69 cm, szuka 61–65 cm.
Testtömeg: 23–32 kg.

## Egészség
Az egyes országok által megkövetelt egészségügyi szűrések eltérőek lehetnek. Az angol szetter leggyakrabban előforduló betegségei az alábbiak:
- veleszületett egyoldali vagy teljes süketség
- csípőizületi diszplázia
- könyökizületi diszplázia
- allergia
- pajzsmirigy problémák
- vese- és májproblémák
- időskori vakság
- fülgyulladás